# Bro'Sis
Bro'Sis è il nome un gruppo misto - 4 maschi e 2 femmine - di musica pop e R&B tedesca formatosi nel 2001 durante la seconda stagione del programma televisivo Popstars e scioltosi nel 2006: una delle ragazze, Indira Weis, era già uscita nel 2003.
Due dei suoi membri, Ross Antony e Giovanni Zarrella, hanno poi intrapreso fortunate carriere da solisti.

## Formazione
- Ross Antony (2001-2006)
- Hila Bronstein (2001-2006)
- Shaham Joyce (2001-2006)
- Faiz Mangat (2001-2006)
- Indira Weis (2001-2003)
- Giovanni Zarrella (2001-2006)

## Discografia

### Album in studio
- 2002 - Never Forget (Where You Come From)
- 2003 - Days of Our Lives
- 2004 - Showtime

### Singoli
- 2001 - I Believe
- 2002 - Do You / Peace Of Soul
- 2002 - Heaven Must Be Missing An Angel
- 2002 - Hot Temptation
- 2002 - The Gift
- 2003 - Oh No/Never Stop
- 2003 - V.I.P.
- 2004 - U Build Me Up
- 2004 - Make Up Your Mind